# Бициклистички тим Каћуша
Каћуша (рус. Катюша — Катјуша; UCI код: KAT) је бивши руски професионални бициклистички клуб. Прва клупска сезона је била 2009, када се трансформисао из бившег руског клуба Тинкоф кредит системс (енгл. Tinkoff Credit Systems). Године 2020, Израел старт ап нејшн је преузео власништво над Каћушом и њену ворлд тур лиценцу и Каћуша је званично угашена.
Клуб је имао богате руске спонзоре као што су Гаспром и Итера.

## Сезона 2009.
Прву сезону бициклисти Каћуше возе на бициклима Ридли (енгл. Ridley). Неки од запаженијих чланова су Роби Макјуен, Владимир Карпец и Филипо Поцато, Јевгениј Петров (2010).

## Сезона 2010.
- 1. место, Велика награда Палме де Мајорке (Роби Макјуен)
- 1. место, 11. етапа Ђиро д'Италија 2010. (Јевгениј Петров)
- 1. место, 12. етапа Ђиро д'Италија 2010. (Филипо Поцато)